# Аргвело
Аргвело (итал. Arguello) је насеље у Италији у округу Кунео, региону Пијемонт.
Према процени из 2011. у насељу је живело 8 становника. Насеље се налази на надморској висини од 619 м.

## Становништво
Према резултатима пописа становништва 2011. у општини је живело 201 становника.
| 1931. | 1936. | 1951. | 1961. | 1971. | 1981. | 1991. | 2001. | 2011. |
| ----- | ----- | ----- | ----- | ----- | ----- | ----- | ----- | ----- |
| 299   | 298   | 289   | 175   | 149   | 175   | 186   | 174   | 201   |